# Peptidoglikan glikoziltransferaza
Peptidoglikan glikoziltransferaza (EC 2.4.1.129, PG-II, baktoprenildifosfo-N-acetilmuramoil-(N-acetil--glukozaminil)-pentapeptid:peptidoglikan N-acetilmuramoil-N-acetil--glukozaminiltransferaza, penicilin vezujući protein (3 ili 1B), peptidoglikanska transglikozilaza, undekaprenildifosfo-(-acetil--glukozaminil-(1->4)--acetil--muramoilpentapeptid):undekaprenildifosfo-(-acetil--glukozaminil-(1->4)--acetil--muramoilpentapeptid) disaharidtransferaza) je enzim sa sistematskim imenom (poli-N-acetil--glukozaminil-(1->4)-(N-acetil-D-muramoilpentapeptid))-difosfoundekaprenol:(N-acetil--glukozaminil-(1->4)--acetil--muramoilpentapeptid)-difosfoundekaprenol disaharidtransferaza. Ovaj enzim katalizuje sledeću hemijsku reakciju
n-difosfoundekaprenol + -difosfoundekaprenol {\displaystyle \rightleftharpoons } n+1-difosfoundekaprenol + undekaprenil difosfat
Ovaj enzim takođe deluje kad je lizinski ostatak zamenjen meso-2,6-diaminoheptandioatom (meso-2,6-diaminopimelat, A2pm).

## Literatura
- Nicholas C. Price; Lewis Stevens (1999). Fundamentals of Enzymology: The Cell and Molecular Biology of Catalytic Proteins (Third изд.). USA: Oxford University Press. ISBN 019850229X.
- Eric J. Toone (2006). Advances in Enzymology and Related Areas of Molecular Biology, Protein Evolution (Volume 75 изд.). Wiley-Interscience. ISBN 0471205036.
- Branden C; Tooze J. Introduction to Protein Structure. New York, NY: Garland Publishing. ISBN 0-8153-2305-0.
- Irwin H. Segel. Enzyme Kinetics: Behavior and Analysis of Rapid Equilibrium and Steady-State Enzyme Systems (Book 44 изд.). Wiley Classics Library. ISBN 0471303097.

## Spoljašnje veze
- Peptidoglycan+glycosyltransferase на 